# Parafia Matki Bożej Różańcowej w Poznaniu
Parafia pw. Matki Bożej Różańcowej w Poznaniu - parafia rzymskokatolicka znajdująca się w archidiecezji poznańskiej w dekanacie Poznań-Nowe Miasto.
Została wydzielona z parafii pw. Ducha Świętego położonej na Antoninku. Konsekracja kościoła parafialnego przy ulicy Warpińskiej miała miejsce w dniu 7 października 1997 roku, natomiast erygowanie parafii nastąpiło w dniu 8 grudnia 2002 roku.

## Terytorium
Do parafii należą wierni Kościoła katolickiego mieszkający na terenie poznańskiej dzielnicy Zieliniec (włącznie z osiedlem przyległym do Gruszczyna) oraz niewielkiej części Swarzędza.
- Poznań - ulice: Arkońska, Borowikowa, Darniowa, Drwali, Górska, Główiniec, Grodnicka, Jaromińska, Kamieńska, Kormorana, Krośniewicka, Krzyżówki, Leśna, Leśników, Łyski, Mewy, Perkoza, Podbórska, Podleśnia, Rugijska, Rybitwy, Sarnia, Sobolowa, Sośnicka (numery do 12a), Starachowicka, Starkowska, Strzałkowska, Świętowidzka, Uznamska, Warpińska, Warszawska (numery od 361), Zdunowska, Zieleńska, Zieleniec, Zimorodka.
- Swarzędz - ulice: Działkowa, Strzelecka (numery parzyste od 58, nieparzyste od 41).

## Proboszczowie
- 1998-2011 ks. Krystian Sobczak (do 2002 jako administrator),
- od 2001 ks. Piotr Ratajczak